# Lenny Montana
Pour les articles homonymes, voir Montana (homonymie).
Lenny Montana, né Leonardo Passofaro le 13 mars 1926 à Brooklyn et mort le 12 mai 1992 à Lindenhurst (New York), est un catcheur, un membre de la mafia et un acteur américain. Il est principalement connu comme acteur pour le rôle du tueur patibulaire Luca Brasi dans le film Le Parrain.
Il commence sa carrière de catcheur au début des années 1950. Un de ses accomplissement les plus notable durant cette période est son règne de champion du monde par équipes de l'American Wrestling Association avec Hard Boiled Haggerty.
Il arrête sa carrière de catcheur à la fin des années 1960 et il devient un des associés de la Famille Colombo de la Mafia new-yorkaise.
En 2022, Paramount+ diffuse la mini-série The Offer, qui revient sur la production du film Le Parrain. Il y est incarné par Lou Ferrigno.

## Carrière de catcheur
Leonardo Passofaro commence sa carrière de catcheur dans le New Jersey au début des années 1950. Il lutte alors masqué sous le nom de Zebra Kid et il remporte rapidement la plupart de ses combats. Il lutte aussi sous le nom de Lenny Montana pour rendre hommage au catcheur et acteur Bull Montana. Le 26 mars 1951, Dutch Rohde est le premier à le démasquer. Antonino Rocca le démasque aussi à deux reprises le 12 mars 1952 puis un mois plus tard. Le 3 avril 1953, il remporte avec Golden Terror le championnat par équipes du New Jersey. Ils en sont les derniers champions.

## Membre de la Famille Colombo
Lenny Montana devient un membre de la Famille Colombo à la fin des années 1960. Il est un pyromane et il a diverses méthodes pour déclencher un incendie. Il fait de la prison sur l'île de Rykers pour cela. Une fois sorti de prison, il sert comme garde du corps des principaux membres de la Famille Colombo.

## Palmarès

### Championnats et accomplissement
- American Wrestling Association (AWA)
  - 1 fois champion du monde par équipes de l'AWA avec Hard Boiled Haggerty[6]
- Central States Wrestling (en)
  - 1 fois champion poids lourd de la  Heart of America puis de la Central States[a],[7]
- Georgia Championship Wrestling (en)
  - 1 fois champion du monde par équipes de la National Wrestling Alliance (NWA) avec Tarzan Tyler[8]
  - 1 fois champion par équipes du Sud avec Gipsy Joe[9]
- Southwest Sports (en)
  - 1 fois champion par équipes du Texas de la NWA avec Gene Kelly[10]
  - 1 fois champion du monde par équipes de la NWA avec Joe Christie[11]

### Matchs à pari
| # | Résultat | Enjeu  | Adversaire (enjeu) | Date            | Lieu                              | Notes                                               |
| - | -------- | ------ | ------------------ | --------------- | --------------------------------- | --------------------------------------------------- |
| 1 | Défaite  | Masque | Dutch Rohde        | 26 mars 1951    | Camden (New Jersey)               | Montana lutte alors sous le nom de Zebra Kid.       |
| 2 | Défaite  | Masque | Antonino Rocca     | 12 mars 1952    | Washington (district de Columbia) | Montana lutte alors sous le nom de Zebra Kid.       |
| 3 | Défaite  | Masque | Antonino Rocca     | 12 avril 1952   | Trenton (New Jersey)              | Montana lutte alors sous le nom de Zebra Kid.       |
| 4 | Défaite  | Masque | Bobo Brazil        | 28 mai 1955     | Akron (Ohio)                      | Montana lutte sous le nom de Masked Gentleman Geek. |
| 5 | Défaite  | Masque | Ray Villmer        | 20 juillet 1961 | Jacksonville (Floride)            | Montana lutte alors sous le nom de Zebra Kid.       |

## Filmographie sélective
- 1972 : Le Parrain de Francis Ford Coppola : Luca Brasi
- 1978 : Mélodie pour un tueur de James Toback : Luchino
- 1980 : Les Massacreurs de Brooklyn (Defiance) de John Flynn
- 1980 : Le Chinois : (John)